# Arno Kuijlaars

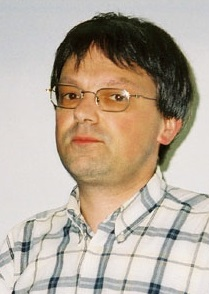
Arno Kuijlaars (2005)

Arno Bernardus Jacobus Kuijlaars (* 1963) ist ein niederländischer Mathematiker, der sich mit Analysis, Approximationstheorie und Stochastik befasst. Er ist Hochschullehrer an der Katholischen Universität Löwen.
Kuijlaars studierte an der TU Eindhoven und wurde 1991 an der Universität Utrecht bei Emile Bertin promoviert (Approximation of Metric Spaces with Applications in Potential Theory).
Er befasst sich mit Riemann-Hilbert-Problemen unter Verwendung asymptotischer Analysis (Sattelpunktsnäherung), stochastischen Prozessen, deren Wahrscheinlichkeitsverteilung durch Determinanten ausgedrückt werden kann (determinantal point processes) und der Theorie der Zufallsmatrizen, orthogonalen Polynomen und speziellen Funktionen (Painlevé-Gleichungen), multiorthogonalen Polynomen und Vektor-Gleichgewichten und mit Approximationstheorie.
Er war eingeladener Sprecher auf dem Internationalen Mathematikerkongress 2010 in Madrid (Multiple orthogonal polynomials in random matrix theory). 2011 wurde er korrespondierendes Mitglied der Königlich Niederländischen Akademie der Wissenschaften (KNAW) und 2013 Fellow der American Mathematical Society.